# Jeanette Biedermann

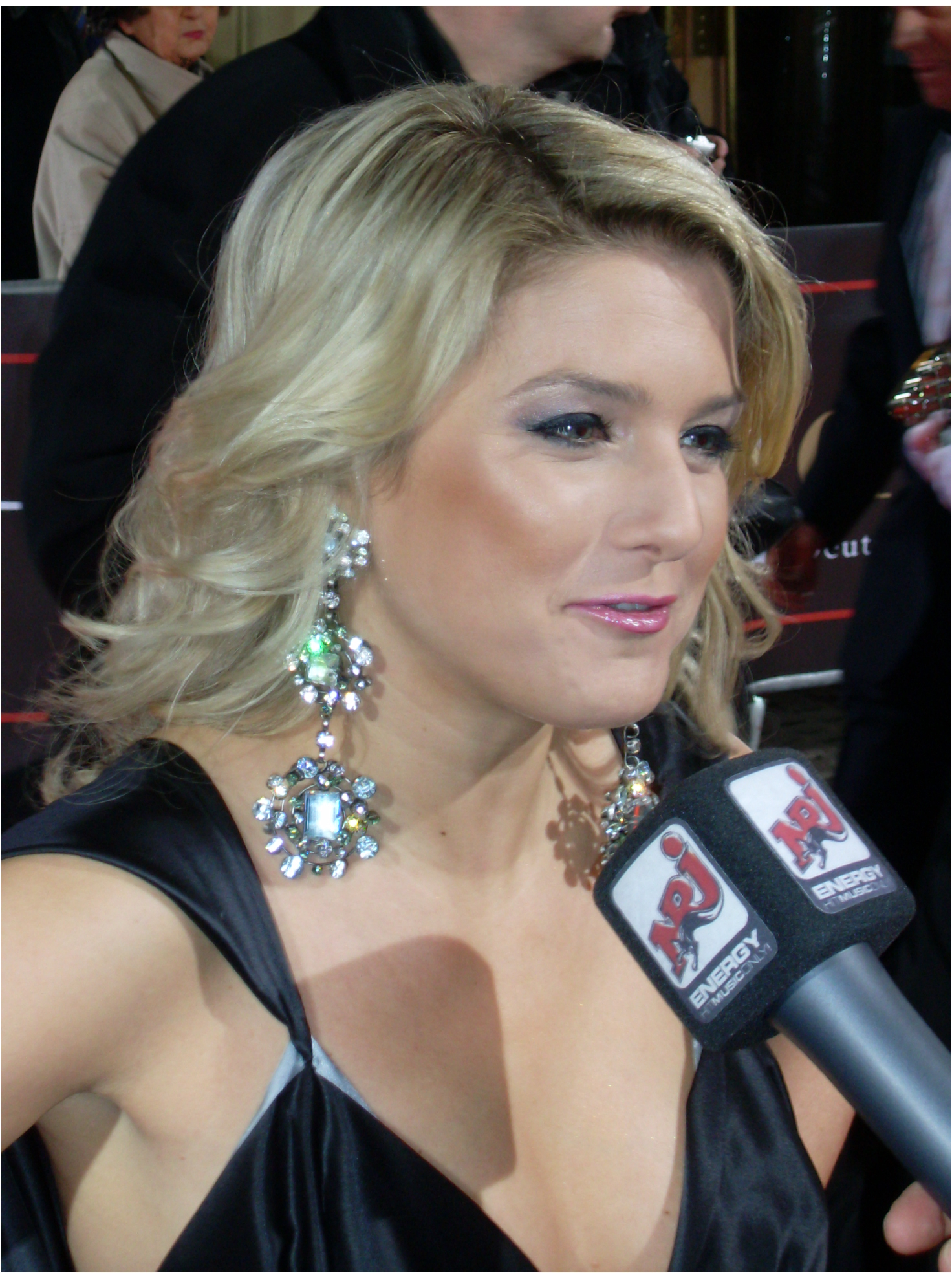
Jeanette Biedermann, 2008

Jeanette Biedermann, född 22 februari 1980 i Berlin, är en tysk sångerska, låtskrivare och skådespelare.

## Biografi
Jeanette Biedermann föddes i Berlin och är Bernd och Marion Biedermanns enda barn. Vid sex års ålder uppträdde hon i en akrobattrupp inför publik. 1999 deltog hon i talangtävlingen Bild-Schlagerwettbewerb med låten "Er gehört zu mir" och vann. Kort därefter gav hon ut sin första singel, "Das tut unheimlich weh".
Mellan 1999 och 2003 spelade Biedermann rollen som Marie Balzer i den tyska TV-såpan Gute Zeiten, schlechte Zeiten. Biedermanns skådespelarkarriär hjälpte henne i hennes musikkarriär, och 2000 släppte hon sin första singel på engelska, "Go Back". Hennes debutalbum, Enjoy!, sålde guld. Året därpå, 2001, kom albumet Delicious, som även det sålde guld.
2002 klättrade albumet Rock My Life och titellåten "Rock My Life" högt på de tyska listorna. Framgångarna fortsatte med Break On Through 2003, men hennes senaste studioalbum, Naked Truth sålde mindre än de två föregående albumen.
Den tyska utgåvan av FHM genomför varje år en omröstning där världens sexigaste kvinna utses. Jeanette Biedermann kom år 2008 på tionde plats. 2007 erövrade hon fjärdeplatsen på listan, och året dessförinnan, 2006, vann hon omröstningen.

## Diskografi

### Studioalbum
- 2000 – Enjoy!
- 2001 – Delicious
- 2002 – Rock My Life
- 2003 – Break on Through
- 2004 – Merry Christmas
- 2006 – Naked Truth
- 2009 - Undress To The Beat

### Singlar
- 1999 – "Das Tut Unheimlich Weh"
- 2000 – "Go Back"
- 2001 – "Will You Be There"
- 2001 – "How It's Got to Be/No Style!"
- 2002 – "No More Tears"
- 2002 – "Sunny Day"
- 2002 – "Rock My Life"
- 2002 – "We've Got Tonight" (duett med Ronan Keating)
- 2003 – "It's Over Now"
- 2003 – "Right Now"
- 2003 – "Rockin' on Heaven's Floor"
- 2004 – "No Eternity"
- 2004 – "Hold the Line"
- 2004 – "Run with Me"
- 2004 – "The Infant Light"
- 2005 – "Bad Girls Club"
- 2006 – "Endless Love"
- 2006 – "Heat of the Summer"
- 2009 - "Undress To The Beat"

### DVD
- 2002 – Delicious Tour
- 2003 – Rock My Life Tour
- 2004 – Break on Through Tour
- 2006 – Naked Truth Live At Bad Girls Club

## Filmografi
- 2001 – Den lille isbjörnen
- 1999-2003 – Gute Zeiten, schlechte Zeiten
- 2004 – Hai-Alarm auf Mallorca
- 2004 – Liebe ohne Rückfahrschein
- 2006 – Pastewka
- 2007 – Tatort
- 2007 – Die ProSieben Märchenstunde
- 2008 – Die Treue-Testerin - Spezialauftrag Liebe
- 2008 – ProSieben FunnyMovie - Dörte's Dancing
- 2008 – Anna und die Liebe
- 2008 – Sing My Song